# Ladislas II le Banni
Ladislas II le Banni (en polonais : Władysław II Wygnaniec), né en 1105 et mort le 30 mai 1159, fut duc de Silésie et princeps de Pologne de 1138 jusqu'à son expulsion en 1146. C'est lui l'ancêtre de la lignée silésienne des souverains Piast.

## Biographie

### Jeunesse

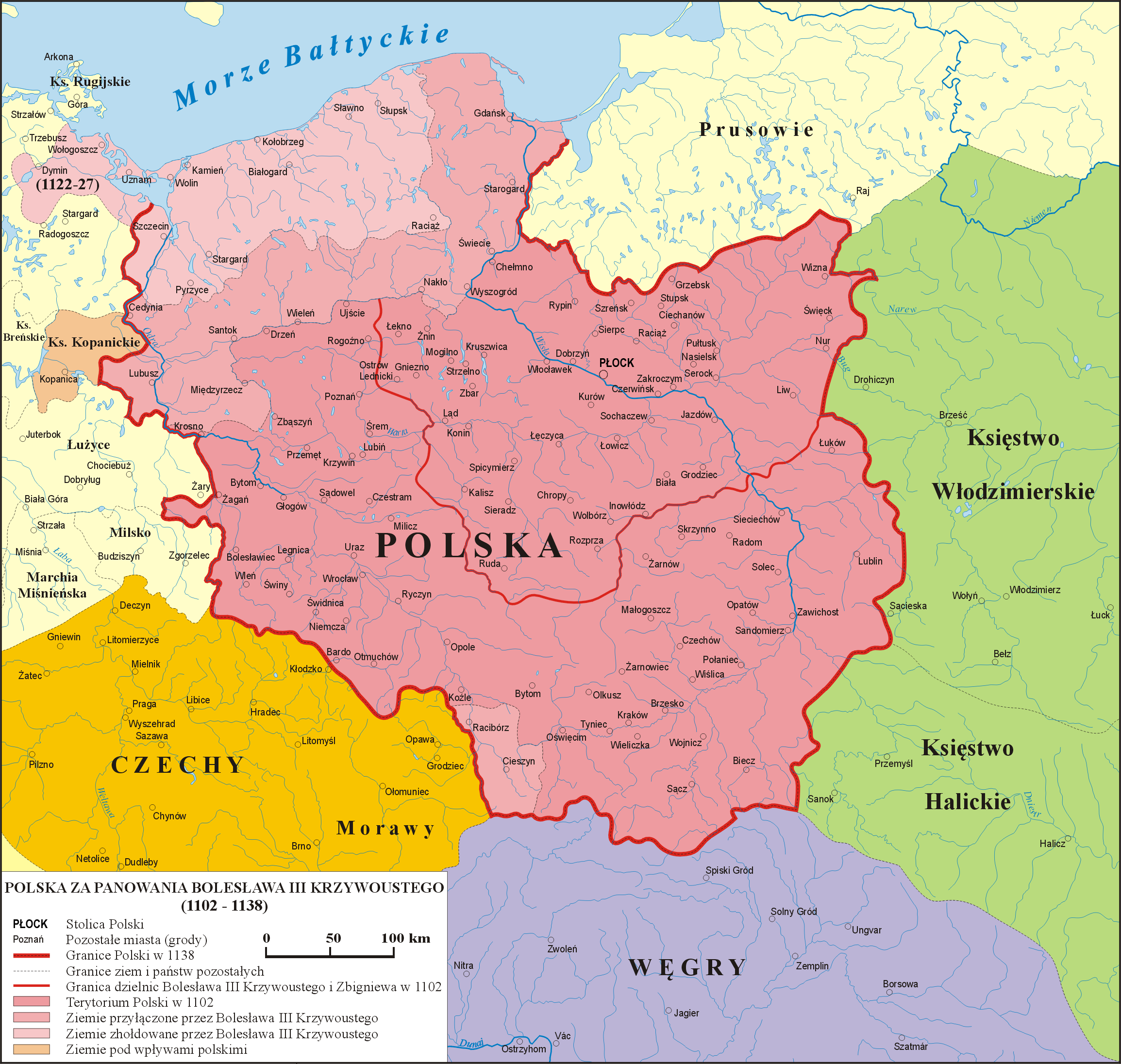
La Pologne sous le règne de Boleslas III.

Ladislas est le fils aîné de Boleslas III Bouche-Torse, duc de Pologne, et de sa première épouse Zbysława de Kiev, une fille du grand-prince Sviatopolk II. Au temps de sa naissance, son père engagea la guerre contre les territoires de Poméranie à la côte Baltique au nord-est. Il a pu s'imposer à son demi-frère aîné Zbigniew et régna sur la Pologne en tant que souverain unique à partir de 1107 ; il a, cependant, dû se protéger des forces du duc Svatopluk de Bohême, envahissant les domaines de la Silésie, et de l'empereur Henri V.
Après le décès de Zbysława en 1114, Boleslas III épousa en secondes noces Salomé, une fille du comte souabe Henri de Berg-Schelklingen. Salomé a élevé quatre fils et six filles ; des querelles de succession étaient prévisibles.
Afin d'améliorer les relations des souverains Piast avec la nouvelle dynastie impériale ascendante des Hohenstaufen et avec la maison autrichienne de Babenberg, Boleslas III a contracté le mariage de son fils aîné Ladislas et Agnès, la fille du margrave Léopold III d'Autriche en 1125. Ce mariage permet un rapprochement avec les opposants à l'empereur Lothaire de Supplinbourg.

### Le testament deBoleslasIII
Boleslas III Bouche-Torse meurt le 28 octobre 1138. Son testament, rédigé quelques années auparavant et inspiré des coutumes de Kiev, marque le début du « démembrement territorial » (rozbicia dzielnicowego en polonais) de la Pologne. Selon le principe du séniorat, il a partagé son État entre ses quatre fils, chacun recevant un duché héréditaire :

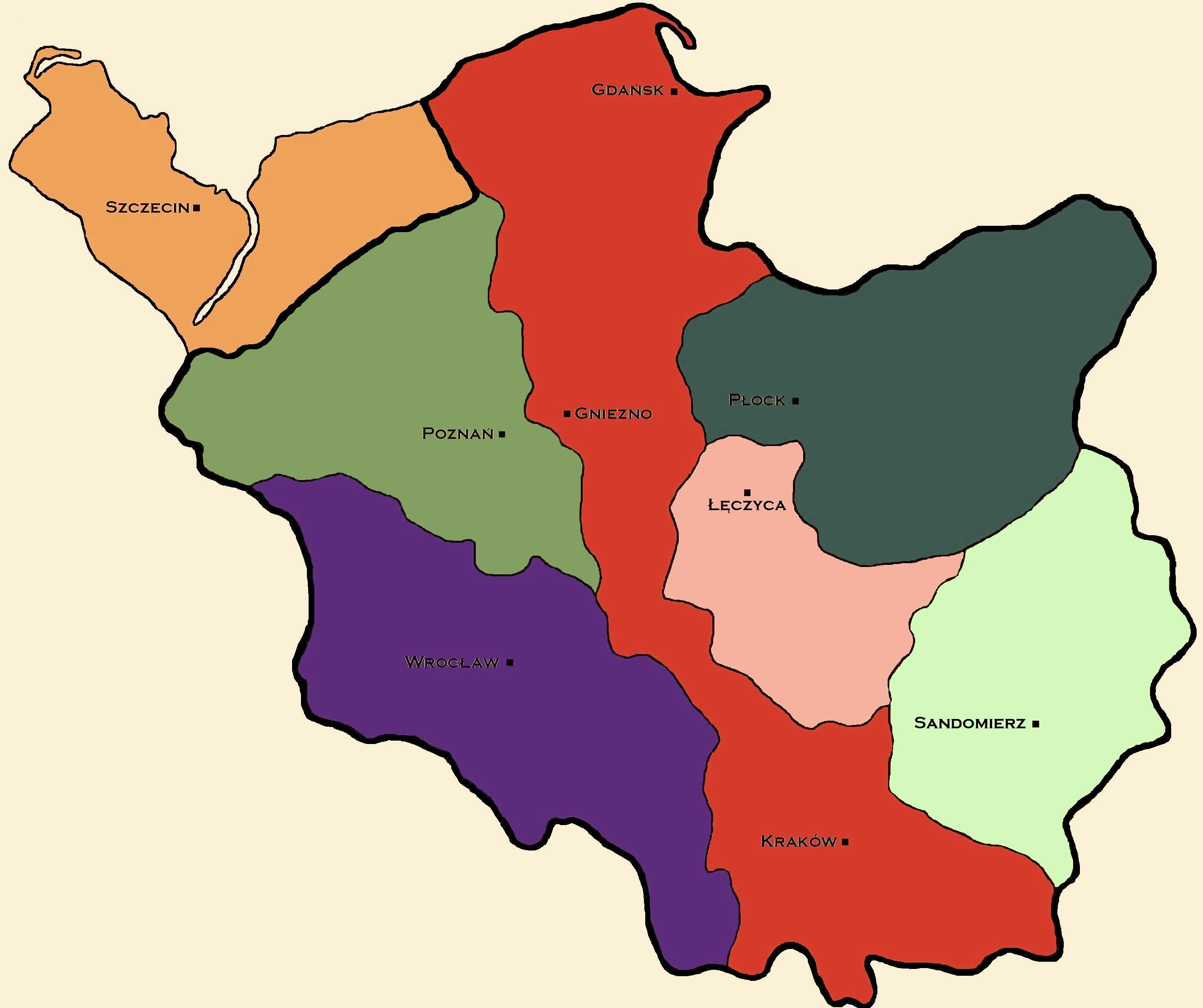
La Pologne partagée en 1138 :
Province senioriale.
Duché de Silésie.
Duché de Mazovie.
Duché de Grande-Pologne.
Duché de Sandomierz.
Douaire de Salomé.
Duché de Poméranie.

- Ladislas II le Banni reçoit le duché de Silésie avec Wrocław comme capitale ;
- Boleslas IV le Frisé reçoit le duché de Mazovie avec la Cujavie dont la capitale sera Płock ;
- Mieszko III le Vieux reçoit le duché de Grande-Pologne avec Poznań comme capitale ;
- Henri, qui à sa majorité reçoit le duché de Sandomierz avec Sandomierz comme capitale.

Aîné des représentants mâles de la dynastie Piast, Ladislas II, devient le princeps (ou senior) et à ce titre, gouverne également le duché de Cracovie (la Petite-Pologne avec Cracovie comme capitale) et reçoit également d'autres zones dans la Grande-Pologne orientale autour de Gniezno et Kalisz, la Poméranie orientale autour de Gdańsk, ainsi que la région de Łęczyca et de Sieradz qui doit lui revenir après la mort de Salomé von Berg, la veuve de son père. C'est lui qui décide en dernier ressort sur les questions de politique étrangère, conclut les traités, déclare les guerres, a le droit d'investiture, est le chef et le juge suprême.
Casimir II le Juste, le plus jeune fils de Boleslas qui n’était pas né lors de la rédaction du testament, ne reçoit rien.

### Lutte entre Ladislas et ses jeunes frères

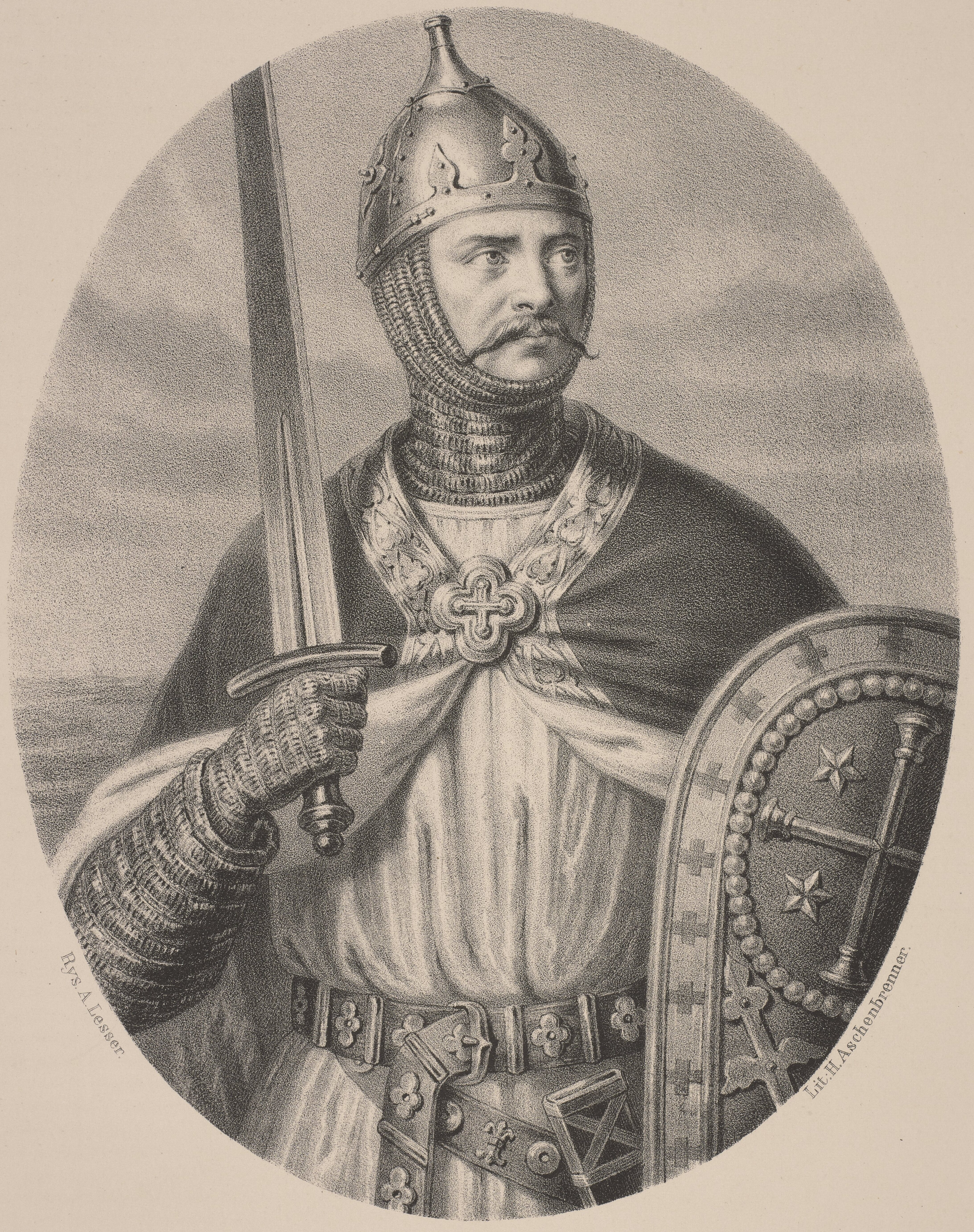
Ladislas II le Banni par Aleksander Lesser (1814-1884).

La situation ne tarde pas à dégénérer et la succession au trône est disputée entre les descendants de Boleslas III pendant près de deux siècles, affaiblissant considérablement le pays. Pour Salomé von Berg, ses enfants sont lésés par ce testament. Dès 1139, elle cherche à défendre ses intérêts et ceux de ses enfants contre son beau-fils Ladislas II le Banni qui, imprudent et exalté, veut rétablir l’union de la Pologne. Pour se trouver des alliés, Salomé profite de la guerre civile dans le Saint-Empire entre le nouveau roi Conrad III de Hohenstaufen, un demi-frère d'Agnès de Babenberg auquel Ladislas soit inféodé, et la dynastie des Welf.
En 1141, Salomé et ses fils se réunissent à Łęczyca et mettent en place une stratégie pour contrer les ambitions de Ladislas. Elle prévoit notamment de marier sa fille de trois ans, Agnieszka, au fils de Vsevolod II Olegovitch, le grand-prince de Kiev. En 1142, Ladislas II devance la manœuvre de Salomé en mariant son fils Boleslas Ier le Long à Zwinisława Wsiewołodowna, la fille de Vsevolod II Olegovitch. La même année, il lance une offensive contre ses frères et s’empare de plusieurs villes. En 1143, Ladislas nomme Mateusz évêque de Cracovie.
Jacques de Znina, l’archevêque de Gniezno et de nombreux magnats, qui estiment qu’une trop grande centralisation du pouvoir va à l’encontre de leurs intérêts et de leur influence, se rallient aux enfants de Salomé pour contrer un Ladislas de plus en plus puissant. En 1145, sur la Pilica, les jeunes ducs et les magnats obtiennent une première victoire sur Ladislas soutenu par la Rus' de Kiev. Il doit reconnaître leur suzeraineté et leur rendre une partie du fief de Salomé qui vient de décéder.
Ladislas II le Banni cherche à intimider les magnats et à éliminer les plus hostiles. Il fait crever les yeux de Piotr Włostowic, accusé de collusion avec les jeunes ducs, et le condamne au bannissement. Piotr Włostowic était un grand magnat très riche de Silésie, palatin et héros national, bénéficiant du soutien de l’Église et d’une grande considération à l’étranger.
En 1146, Ladislas II, la Rus’ de Kiev et les tribus prussiennes lancent une triple attaque contre les jeunes ducs. Ladislas poursuit sa campagne jusqu’aux portes de Poznań. Durant le siège de la ville, les nouveaux territoires conquis se révoltent et l’archevêque de Gniezno lance un anathème contre Ladislas, ennemi de la paix et allié avec des païens. Trop présomptueux, Ladislas continue le siège de Poznań mais son armée est mise en déroute par d’importantes forces rebelles et il doit se replier sur Cracovie.

### En exil

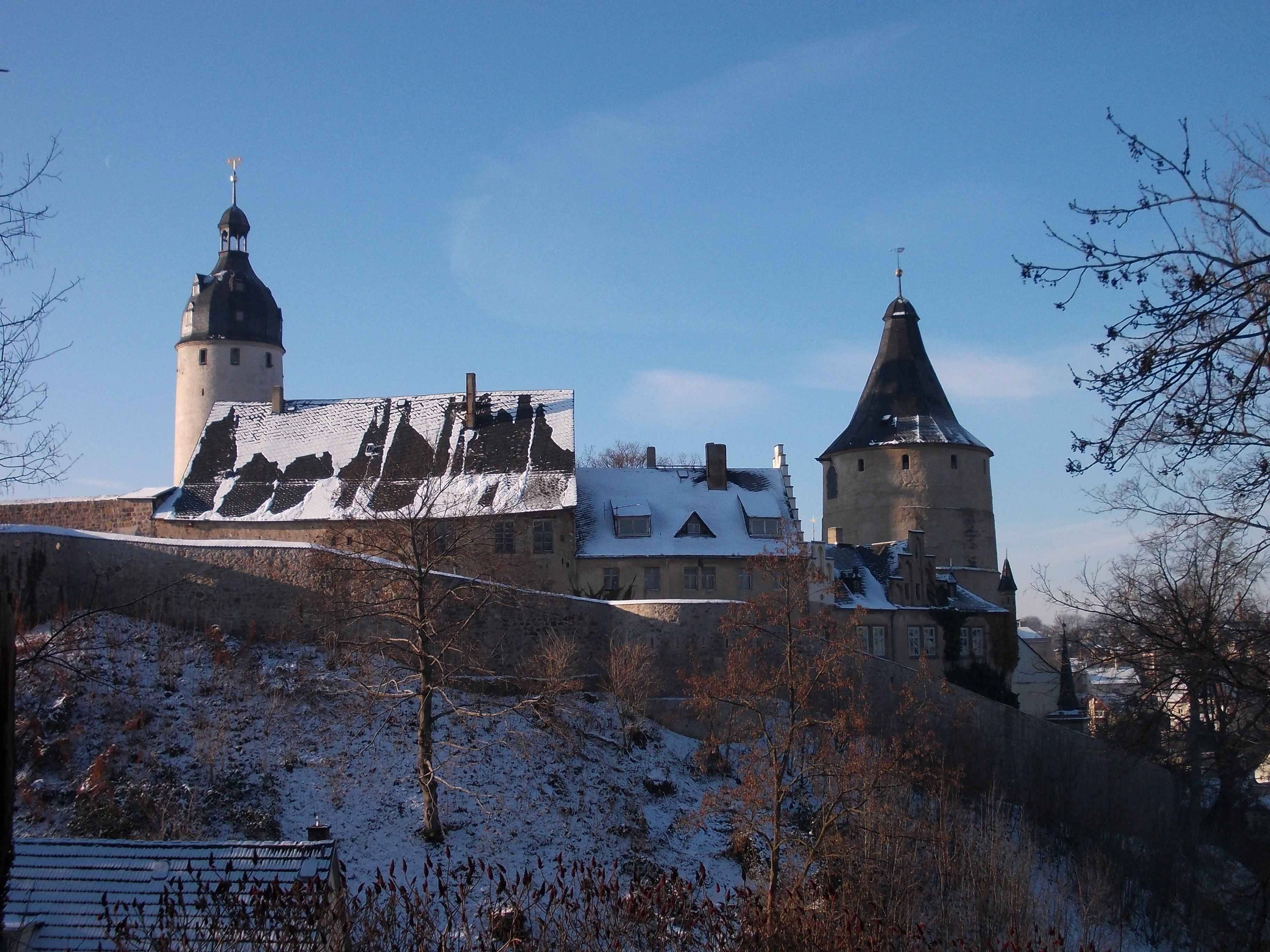
Le château d'Altenbourg.

Abandonné par ses alliés, ayant perdu tout soutien à l’intérieur du pays, Ladislas II s’exile au château d'Altenbourg, l'une des résidences impériales de son beau-frère, le roi Conrad III. Les jeunes ducs s’emparent de Cracovie. Boleslas IV, duc de Mazovie, lui succède en tant que princeps (duc de Cracovie). Le territoire de Ladislas est partagé entre Mieszko III le Vieux et Henri de Sandomierz.
En août 1146, Conrad III attaque la Silésie mais il est arrêté sur les rives de l'Oder par les forces de Boleslas et Mieszko, soutenues en coulisse par des partisans de la dynastie Welf. Grâce à la médiation des margraves Albert l'Ours et Conrad de Misnie, le roi accepte de reconnaître les nouveaux souverains polonais en échange d’un arrangement financier et de la promesse de se présenter à la cour impériale pour un arbitrage. Les jeunes ducs refuseront l’arbitrage de l’empereur, trop occupé à régler des problèmes internes pour pouvoir l’imposer.
En 1147, Ladislas II accompagne Conrad III dans sa croisade en terre sainte. En 1148, le cardinal Guido, à la demande d'Agnès de Babenberg et de ses amis de la cour impériale, se rend en Pologne et exige le retour de Ladislas II. Recevant un refus, il lance un anathème contre les ducs polonais et interdit aux prêtres d’assumer leurs fonctions mais le clergé polonais refuse cet ordre. Il demande à Conrad III d’intervenir militairement en Pologne mais celui-ci, sous la menace d’une nouvelle guerre civile, est incapable d’obéir.
Boleslas IV était convenu de participer à la diète de Mersebourg en 1152 pour soutenir le règlement pacifique des différends ; toutefois, il n'avait pas tenu sa promesse. En 1157, après un ultimatum exigeant le retour de Ladislas II, l'empereur Frédéric Barberousse, les Saxons et les Bohémiens lancent leur invasion par la Silésie. Cette fois-ci, les troupes impériales traversent l’Oder et posent leurs conditions aux jeunes ducs : la Silésie pour Ladislas II le Banni, de l’argent et des troupes pour la campagne militaire italienne de Frédéric Barberousse. Boleslas IV le Frisé doit rendre hommage à la suzeraineté impériale.
L'espoir de restaurer le règne de Ladislas II le Banni s'est évanoui lorsqu'en 1158, Boleslas IV annule le traité alors que Frédéric Barberousse a commencé sa campagne italienne : pas de troupes pour l’empereur, pas de Silésie pour Ladislas qui décédera en exil l’année suivante. C'est seulement en 1163 que Boleslas IV, sous la pression de l'empereur Frédéric, s'est montré disposé à restituer l'héritage silésien aux fils de Ladislas.

## Mariage et descendance
En 1125 Ladislas II épouse Agnès de Babenberg (née entre 1108 et 1113 ; morte le 24 janvier 1160 ou 1163 à Altenburg), fille du margrave Léopold III d'Autriche et d'Agnès de Franconie. Ils eurent cinq enfants :
1. Boleslas Ier le Long (né en 1127 - 8 décembre 1201) ;
2. Mieszko Ier Jambes Mêlées (né vers 1130 - 16 mai 1211) ;
3. Richezza de Pologne (née en 1140 - 16 juin 1185), mariée en 1152 à Alphonse VII, roi de Galice, Castille et León. Elle épouse en secondes noces en 1162 Raymond-Bérenger II, comte de Provence. Elle épouse enfin en 1167 Albert III comte d'Everstein ;
4. Conrad Ier de Głogów (né entre 1146 et 1157 - 17 janvier 1190) ;
5. Albert (mort jeune vers 1168).